# برن-له-فرباخ
برن-له-فرباخ (به فرانسوی: Behren-lès-Forbach) یک کمون در فرانسه است که در Canton of Behren-lès-Forbach واقع شده‌است.

## خصوصیات
برن-له-فرباخ ۵٫۵۴ کیلومترمربع مساحت و ۸٬۵۳۵ نفر جمعیت دارد.